# 重氮基二硝基酚
二硝基重氮酚（代号：DDNP）是一种做功能力较强的起爆药，其威力与TNT相近，曾于20世纪40年代逐渐取代雷汞成为当时世界生产量最大的起爆药之一，广泛用于装填工业雷管和火箭弹引信。二硝基重氮酚爆炸性能优越，各项感度适中，但其同时存在极限起爆药量大、耐压性和流散性差、生产过程废水处理困难等问题，限制了其应用范围。

## 历史
二硝基重氮酚最早于1858年由彼得·格里斯通过亚硝酸钠的乙醇溶液与苦氨酸反应制得，最初被用作染料，其爆炸性直至1892年才被发现。1916年，该药剂开始作为起爆药装药应用于工业雷管，后被美国、日本等国用于军事装备。20世纪40年代后，它逐渐取代雷汞成为世界生产量最大的起爆药之一。

## 物理性质
纯净的二硝基重氮酚为亮黄色针状结晶，但会因制造工艺差异而存在土黄、棕黄、深棕、黄绿、紫红等多种颜色。该药熔点约为150°C，假密度0.27至0.75g/cm3，晶体密度1.63g/cm3，使用丙酮进行重结晶操作可以将该数值提升至1.71g/cm3。二硝基重氮酚的工业制成品一般呈现为棕紫色的球形聚晶，其吸湿性低于纯净晶体且吸湿后爆炸性能变化较小，用于工业雷管时，该药假密度一般选用0.5至0.7g/cm3。
25°C下，二硝基重氮酚在水中溶解度为每百毫升0.08克，且其在该温度的水中储存24个月不会发生变化。此外，该药还微溶于四氯化碳和乙醚，可溶于乙醇、甲醇、丙酮、乙酸乙酯、乙酸、硝化甘油和浓盐酸。二硝基重氮酚热安定性能较差，100°C环境下放置48小时失重约2.1%，放置96小时失重约4.3%，加热至100小时不爆炸。

## 化学性质
二硝基重氮酚具有弱酸性，在常温的无机酸中可以稳定存在，但在热的浓硫酸中会发生分解，相应的，二硝基重氮酚在碱性环境中会迅速发生多重反应致使重氮基被破坏，进而放出氮气。干燥条件下，二硝基重氮酚与铜、铝、铁、锌、铅、铋、镁等常见金属材料均不会发生反应，但在潮湿环境下会出现一定变化。
二硝基重氮酚在光照下会发生显著变化，当被阳光直射时其变化尤其明显。阳光直射10分钟后，纯的二硝基重氮酚的纯度会降至67.3%，与此同时其颜色会变黑，起爆能力也有所下降，直射360小时后，其起爆能力将下降约20%，因此该物质使用过程中需减少暴露在光照中的时间。

## 制备工艺

### 工艺流程
二硝基重氮酚被发现后的数十年间，染料厂商一般采用盐酸和亚硝酸钠为原料与苦氨酸发生重氮化反应进而获取该产品，对制作方法的改进也大多集中于这两种原料配比的调整。二硝基重氮酚的现代制法原理与早期制法相同，但对数个生产环节进行了调整，可简单分为中和反应、还原反应、重氮化反应、后续处理共4个工序，研究方向则主要为晶型控制与废水处理。
现代制法的中和反应阶段以苦味酸为原料与碳酸钠反应制得可溶的苦味酸钠，反应结束后得到PH值8至9的澄清橙红色液体。随后进入还原反应工序：将溶液抽滤后控制温度60°C以下加入低浓度硫化钠溶液反应即可生成苦氨酸钠。此后即为关键的重氮化反应步骤：将含有一定水分的苦氨酸钠置于反应器中加水搅拌至浑浊状态，先滴加低浓度的亚硝酸钠溶液一定时间，再以同一速率开始滴加低浓度盐酸，以一定速率搅拌一段时间后即可得到二硝基重氮酚。
二硝基重氮酚生产过程受多重因素影响，其数道工序也可与上述生产路径有所差异。为减少用水及方便控制温度，部分企业研究部门选择将中和反应工序与还原反应工序合并，采用硫化钠直接还原苦味酸。二硝基重氮酚重氮化反应阶段环境的PH值对最终产品质量影响巨大，在结晶成长阶段PH值在5.0至5.5的区间变化即会导致产品假密度出现0.49g/cm3至0.88g/cm3的巨大差异，需要根据产品需求精确调节反应过程PH值。此外，硫化钠浓度、各阶段反应温度、晶型控制剂加入量等参数也会对最终产品得率和总废水量产生影响。
二硝基重氮酚可以在溶解于硝基苯或热丙酮后加入冷乙醚重结晶提纯，也可以在热丙酮中快速加入大量冰水提纯以获取纯度较高的亮黄色产品。此外，二硝基重氮酚在苯胺中重结晶也可获得纯度良好的产品。

### 晶型控制
生产过程中各化学物质的加入速率与混入晶型控制剂的种类均会对二硝基重氮酚最终产品的晶型造成影响。通过滴加或雾化方式加入盐酸可以避免重氮化过程中酸液过度集中从而生成细小的二硝基重氮酚微颗粒。此外，在反应过程中加入连苯三酚、对苯二酚、二硝基间苯二酚、4-甲基苯酚等物质可以生成球状结晶，加入三苯甲烷则可生成片状晶体。

### 废水处理
生产1千克二硝基重氮酚会排放约200千克染色性很强的有毒废水，由于生产过程中产生的多种芳香性物质密度大于水且部分可以溶于水，会对水体造成严重且持续的污染，因此需要在排放前对这些废水进行处理，主要处理方法包括氧化法、微电解法和吸附法等。
氧化法包含多种分支方法，已有多个团队提出了数个有效的废水处理方案。以掺硼金刚石薄膜为电极的电催化氧化法在合适条件下，210分钟后其化学需氧量最多可下降57%。采用铜铁双金属颗粒-过氧化氢、芬顿试剂、铜铁双金属颗粒-过氧化氢三级联合氧化处理废水，在适当条件下化学需氧量最高下降87.1%，除色率可达99.9%；将铜铁双金属颗粒换为铁单金属颗粒后效果有所下滑，化学需氧量最高下降78%，除色率则为98%；将铜铁双金属颗粒对应的氧化物由过氧化氢更换为臭氧，其效果也会下滑，化学需氧量最高下降85.3%，除色率为95%。以单一芬顿试剂在最佳条件下震荡处理1.5小时，其化学需氧量下降94.78%，除色率94.38%。此外，在24MPa、600°C、过氧量0.8MPa的严苛条件下以超临界水氧化二硝基重氮酚废水3分钟即可取得化学需氧量下降99%并完全除色的优秀处理成果，但该法实验条件在实际生产中难以实现。
微电解法利用阳极、阴极及电解池构成微电池，使得有机污染物在微电场作用下被还原。最适条件下，以铁和碳为电极，废水PH值9至10的电解池可在48小时后降低化学需氧量80%以上并完全除色；以铁屑和煤渣为微电极，废水PH值为3的电解池则可在2小时后降低化学需氧量52.3%，除色率64.5%。
吸附法为二硝基重氮酚废水处理的早期方法，主要以活性炭、磺化煤等为载体通过多重吸附作用去除污染物。二十一世纪前，活性炭产量有限且价格昂贵，因而一些学者也提出过以褐煤、焦渣、粉煤灰等作为吸附剂的处理方法。随着科技的发展，此后又出现了以改性沸石、大孔吸附树脂等为吸附材料的改良方法。
除上述方法外，部分研究团队还开发出了微波活化过硫酸钾耦合混凝处理、担子菌门微生物降解等方法，均获得了一定的成果。此外，还有多个团队将多种方法结合使用，提供了废水处理新的解决方案。

## 爆炸性能
二硝基重氮酚爆炸时可能发生多种反应：
{\displaystyle {\rm {DDNP\rightarrow 4CO\uparrow +2C+2N_{2}\uparrow +H_{2}O}}}
{\displaystyle {\rm {DDNP\rightarrow 2CO_{2}\uparrow +4C+2N_{2}\uparrow +H_{2}O}}}
{\displaystyle {\rm {DDNP\rightarrow 2CO_{2}\uparrow +CO\uparrow +3C+2N_{2}\uparrow +H_{2}\uparrow }}}
其氧平衡为-60.9%，属负氧平衡炸药。二硝基重氮酚爆热1.4MJ/kg，爆容865至876L/kg，爆温3700°C。其爆速与密度正相关，密度0.9g/cm3时爆速4400m/s，密度1.3g/cm3时爆速5400m/s，密度1.5g/cm3时爆速6600m/s，密度1.6g/cm3时爆速6900m/s。二硝基重氮酚的撞击感度和摩擦感度受含水量影响较大，在部分实验条件下，其两种感度数据均优于雷汞和糊精改性叠氮化铅，但在部分文献定量分析中，其撞击感度高于改性叠氮化铅。